# Требињско-мрканска бискупија
Требињско-мрканска бискупија је бискупија Католичке цркве.
Надлежни бискуп је Петар Палић, а сједиште бискупије се налази у Требињу.

## Историја
Ова бискупија је најмања и најстарија католичка дијецеза у Босни и Херцеговини. Основана је у првој половини 10. вијека. Тачан датум је непознат, али су црквени великодостојници одлучили да прославе њен миленијум 1984, процјењујући самим тим да је основана 984. године.
Бискупско сједиште се налази у граду Требињу. Међутим, од 1361. до 1391. бискупско сједиште је било измјештено на острво Мркан, смештено у Јадранском мору 3 км испред Цавтата, изван бискупијске територије. Од тада, сем Требиња носи и тај назив и у историјским изворима, сусрећемо је такође као Требињско-мрканску бискупију.
Године 1890. бискупија је била сједињена са много већом Мостарско-дувањском бискупијом. Од тада, на њеном челу, као апостолски администратори, налазе се мостарско-дувањски бискупи (тренутно монс. Ратко Перић). Међутим, за разлику од остатка територије Мостарско-дувањске бискупије, фрањевачко свештенство није присутно на територији Требињско-мрканске бискупије будући да се фрањевачка јурисдикција не протеже на ову регију.

## Бискупи и администратори
- Пашкал Буцоњић (1890—1910);
- Алојзије Мишић (1912—1942);
- Петар Чуле (1942—1980);
- Павао Жанић (1980—1993);
- Ратко Перић (1993—2020);
- Петар Палић (2020—данас).